# L'òrfena: primer assassinat
L'òrfena: primer assassinat (originalment en anglès, Orphan: First Kill) és una pel·lícula de terror psicològic del 2022 que serveix com a preqüela de la pel·lícula Orphan del 2009. Dirigida per William Brent Bell, va ser escrita per David Coggeshall, basada en una història de David Leslie Johnson-McGoldrick i Alex Mace (que van escriure el guió i la història al predecessor, respectivament). Finançat per eOne, Dark Castle Entertainment, Sierra/Affinity i Eagle Vision, és protagonitzada per Isabelle Fuhrman que rep el seu paper de la pel·lícula anterior, amb Julia Stiles, Hiro Kanagawa i Rossif Sutherland. Ha estat subtitulada al català oriental i al valencià.
Originalment amb el títol provisional d'Esther, el projecte es va anunciar el febrer de 2020. El títol oficial es va revelar el novembre d'aquell mateix any, amb Fuhrman repetint el seu paper d'Esther, coprotagonitzant al costat de Stiles, Sutherland i Matthew Finlan. El rodatge va tenir lloc a Winnipeg de novembre a desembre de 2020.
L'òrfena: primer assassinat es va estrenar per primera vegada a altres territoris a partir de les Filipines el 27 de juliol de 2022 i Paramount Players va estrenar als Estats Units el 19 d'agost de 2022 en cinemes selectes, digitals i en streaming a través de Paramount+. Els crítics van lloar els girs de la pel·lícula, els efectes pràctics (pel que fa a l'envelliment de Fuhrman sense CGI) i l'actuació de Fuhrman, però van criticar la seva història i les inconsistències.

## Argument
El 26 de gener de 2007, la pacient psiquiàtrica estoniana Leena Klammer —una dona de 31 anys amb un trastorn hormonal rar anomenat hipopituïtarisme que li dona l'aspecte d'una nena de 9 anys— orquestra una fugida de l'Institut Saarne seduint i matant un guàrdia i amagant-se al cotxe d'una terapeuta anomenada Anna. Després d'entrar a casa d'Anna i matar-la, Leena busca noies americanes trobades a faltar i descobreix que s'assembla a una noia anomenada Esther Albright, que va desaparèixer el 2 de maig de 2003. Fent-se passar per una noia perduda, un agent de policia s'acosta a Leena i ella es presenta com "Esther", afirmant que els seus pares són als Estats Units.
A Darien (Connecticut), l'artista ric Allen Albright i la seva dona Tricia, que des de llavors han acceptat la desaparició de la seva filla, són informats per l'inspector Donnan que "Esther" ha estat trobada. Tricia viatja a l'ambaixada nord-americana a Moscou on es retroba amb l'Esther. Tricia porta l'Esther a casa i de seguida comença a tenir dubtes quan s'adona que l'Esther s'ha oblidat de la mort de la seva àvia o que les seves habilitats pictòriques han augmentat enormement en comparació amb abans de desaparèixer. La Leena s'estima a Allen després que tots dos comencen a unir-se per les seves habilitats pictòriques i intenta separar-lo de Tricia.
Mentre Tricia i Allen assisteixen a una gala benèfica organitzada per Tricia, l'inspector Donnan arriba a la casa on roba un disc de vinil de l'habitació de l'Esther que té les empremtes dactilars de la Leena. El porta a casa seva, sense saber que la Leena l'ha seguit, i analitza les empremtes dactilars per trobar que no coincideix. Leena ataca l'inspector Donnan abans que arribi Tricia, després d'haver seguit a Leena, i el mata a trets. La Tricia revela que sap que la Leena no és l'Esther, que va morir quatre anys abans durant un altercat amb el fill de Tricia, Gunnar, que Tricia va tapar sense que l'Allen ho sàpiga. Leena revela la seva veritable identitat a la Tricia, i els dos s'eliminen el cos de Donnan a l'escotilla d'un celler on l'Esther va ser enterrada i emmarquen la seva desaparició com un viatge de vacances falsificant un correu electrònic a la comissaria.
Sabent que seria massa sospitós que "Esther" tornés a desaparèixer, la Tricia accepta continuar l'actuació de Leena pel bé d'Allen, i la Leena i la Tricia es mantenen vigilades l'una amb l'altra. Tricia finalment intenta enverinar Leena durant el sopar, però Leena es nega a menjar el menjar i s'excusa. Leena dona menjar a la rata que viu a la seva habitació i més tard troba el rosegador mort per la ingestió del menjar enverinat. Leena es venja fent un batut verd barrejat amb la carcassa del rosegador per a la Tricia. Allen revela que anirà a la ciutat per conèixer una possible galeria d'art. A l'estació de tren, Leena intenta matar en Tricia i Gunnar empenyent-los davant d'un tren, però els seus intents són interromputs per un viatger que passa. Amb Allen fora, Leena intenta fugir robant el cotxe de Tricia, però aviat és trobada per un agent de policia.
Aquella nit, la Leena és portada de tornada a la casa dels Albright i Tricia i Gunnar finalment decideixen matar a la Leena. Tricia intenta suïcidar-se, però la Leena es resisteix i fuig abans que Gunnar la llencés per les escales. Distrets per una trucada telefònica d'Allen, que torna a casa, Tricia i Gunnar la busquen quan desapareix. La Leena dispara a Gunnar amb una ballesta, després l'apunyala repetidament amb una espasa d'esgrima. Tricia i Leena es barallen a la cuina, sense voler incendiar la casa en el procés i la parella fuig al terrat quan Allen torna a casa.
La Tricia i la Leena llisquen i acaben agafant-se al terrat, demanant a Allen que les salvi, amb Leena afirmant que Tricia la va atacar, i Tricia intentant revelar la veritat sobre Leena. Tricia cau i mor i Allen aixeca Leena al terrat. Mentre la consola, la Leena es treu la disfressa. Adonant-se que no és Esther, Allen l'anomena "monstre". Enfurismada, l'empeny del terrat fins a la seva mort, després abandona la casa en flames després de netejar-li la sang de la cara i vestir-se com "Esther".
Més tard, "Esther" és traslladada a un orfenat on espera que una nova família l'adopti.

## Repartiment
- Isabelle Fuhrman com Esther Albright / Leena Klammer
  - Kennedy Irwin com a jove Esther Albright: Irwin també serveix de doble corporal per a Fuhrman, juntament amb Sadie Lee.
- Julia Stiles com a Tricia Albright
- Rossif Sutherland com Allen Albright
- Hiro Kanagawa com a inspector Donnan
- Matthew Finlan com Gunnar Albright
- Samantha Walkes com el Dr. Segar
- Dave Brown com el Dr. Novory
- Lauren Cochrane com a oficial Leahy
- Gwendolyn Collins com Anna Troyev
- Alec Carlos com a Mike
- Jade Michael com Madison

## Producció

### Desenvolupament
El febrer de 2020, es va anunciar que estava en desenvolupament una preqüela d'⁣Orphan (2009) amb el títol provisional d'Esther. Una coproducció internacional entre els Estats Units i el Canadà. William Brent Bell va ser contractat com a director, amb un guió de David Coggeshall, a partir d'una història original coescrita per David Leslie Johnson-McGoldrick i Alex Mace. El projecte es va anunciar com una producció conjunta entre eOne, Dark Castle Entertainment, Sierra/Affinity i Eagle Vision. Johnson-McGoldrick també va exercir de productor executiu, mentre que Alex Mace, Hal Sadoff, Ethan Erwin i James Tomlinson van ser contractats com a productors. El novembre de 2020, el títol oficial de la pel·lícula es va anunciar com a Orphan: First Kill, amb Isabelle Fuhrman repetint el seu paper d'Esther, i Julia Stiles i Rossif Sutherland unint-se al repartiment com a coprotagonistes.
Isabelle Fuhrman va revelar més tard que va tenir un paper clau en la llum verda del projecte després d'un escàndol d'adopció a la vida real. El 2014, la parella d'Indiana Kristine i Michael Barnett van ser acusats dos anys abans d'⁣abandonar a la seva filla acollida de nou anys amb nanisme, Natalia Grace, en afirmar que en secret era adulta i en canviar la seva edat legal als 22 anys. El cas va rebre una gran atenció mediàtica el 2019 quan els Barnett van confirmar que s'havien inspirat per abandonar Grace després de veure Orphan. Fuhrman va declarar que va ser contactada per un gran nombre de persones pel que fa a les seves estranyes similituds amb Orphan. Mentre això passava, va declarar que es va posar en contacte amb Johnson-McGoldrick pel que fa a la possibilitat d'una pel·lícula seqüela, a la qual va revelar que tenien escrit un guió de preqüela. L'actriu va treballar amb l'escriptor per afavorir el desenvolupament del projecte, amb la intenció de servir com a productora amb potencial per aparèixer en un possible paper cameo amb una nova actriu que interpretava el personatge principal, abans que el duet finalment optés per fer que Fuhrman reprengués el paper ella mateixa.

### Rodatge
El rodatge va començar a Winnipeg el novembre de 2020 i va acabar l'11 de desembre del mateix any. L'equip de producció va utilitzar una combinació de maquillatge i plans de perspectiva forçada per permetre que Fuhrman tornés a retratar Esther sense utilitzar efectes especials CGI. Dues actrius infantils també van servir com a dobles corporals per a Fuhrman. Fuhrman també va proporcionar contribucions no acreditades al guió.
El setembre de 2021, es va anunciar que Paramount Players havia adquirit els drets de distribució nord-americans de la pel·lícula, a diferència de la pel·lícula anterior, que va ser distribuïda per Warner Bros. Pictures.

## Estrena
L'òrfena: primer assassinat es va estrenar simultàniament a través d'estrena limitada a les sales, vídeo sota demanda i Paramount+, el 19 d'agost de 2022. En un moment donat es creia que tenia una data de llançament el 28 de gener de 2022, però es va considerar que no era oficial. Va ser estrenada per primera vegada a les Filipines el 27 de juliol de 2022.

## Recepció

### Taquilla
El 25 d'agost de 2022, L'òrfena: primer assassinat va assolir els 2,4 milions de dòlars als Estats Units i el Canadà, i 3 milions de dòlars en altres territoris, amb uns 5,4 milions de dòlars a tot el món.
La pel·lícula va guanyar 670.000 dòlars en 478 sales el primer dia i va debutar amb 1,7 milions de dòlars el cap de setmana d'obertura.

### Resposta de la crítica
A l'agregador de ressenyes Rotten Tomatoes, la pel·lícula va obtenir una puntuació d'aprovació del 72% basada en 103 crítiques, amb una valoració mitjana de 5,9/10. El consens dels crítics del lloc web diria: "Inclinant-se en la seva ridícula premissa, L'òrfena: primer assassinat és una seqüela que té la seva gràcia, i per als aficionats a l'horror camp, fins i tot pot representar una millora respecte a l'original". Metacritic va donar a la pel·lícula una puntuació mitjana ponderada de 53 sobre 100, basada en 25 crítics, indicant "crítiques mixtes o mitjanes".
En una crítica positiva, Matt Donato d' IGN va donar un 7 sobre 10 i va escriure: "L'òrfena: primer assassinat es duplica com una preqüela sobre Esther, però aconsegueix sentir-se tan autònoma gràcies a alguns canvis de narració suprems". Richard Whittaker de The Austin Chronicle li va donar 3 de 5 estrelles, escrivint: "El que val la pena L'òrfena: primer assassinat és que reconeix l'original abans de fer un gir dur cap a una exagerada bogeria sabonosa. El gòtic modern de la primera pel·lícula es transforma aquí en una explosió perfectament encaixada de schlock operístic." Lena Wilson de TheWrap també va fer una crítica positiva, escrivint: "First Kill pren la millor part del seu predecessor, el seu valor de campament, i marca les coses fins a 11, oferint una pel·lícula que exigeix veure's en sales de pijama i sales de pijama de tot el món". Alyse Wax de Collider va donar una qualificació B, escrivint: "First Kill és una pel·lícula intel·ligent i ajustada que encaixa perfectament amb el que la primera pel·lícula orfe va muntar fa més d'una dècada". Courtney Howard de The AV Club va donar una qualificació B+ i va escriure: "Oferint la combinació guanyadora d'un gir subversiu a un vilà ben establert, Orphan: First Kill és un viatge retorçat, salvatge i absolutament dement".
En una ressenya mixta, Leslie Felperin de The Guardian va escriure: "El més decebedor de la pel·lícula és que no té ni l'espurna ni l'originalitat de la primera i només drena de forma paràsita el seu material d'origen, incorporant detalls com l'esgarrifosa llum negra, dibuixos i el subtext pedofílic al límit sense afegir res substancial". Clarisse Loughrey de The Independent també va fer una crítica mixta, escrivint: "Hi ha una quantitat sorprenent per gaudir aquí, amb el director William Brent Bell (darrere de la franquícia The Boy, amb la seva premissa igualment ridícula centrada en una nina embruixada), prenent la decisió intel·ligent de convertir el camp no intencionat d'Orphan en un camp intencional, a més d'afegir una dosi de sàtira sobre les pressions de la família nuclear". Chris Evangelista de SlashFilm va escriure: "El guió de David Coggeshall té més d'uns quants trucs a la màniga, inclosos alguns girs sorprenents que confessaré que no vaig veure venir. Té sentit: la primera pel·lícula també va tenir un gir sorprenent, després de tot. El gir se sent fresc i emocionant aquí, i canvia tota la pel·lícula d'una manera que és molt agradable".
Maxance Vincent de Cultured Vultures va escriure: "Fins i tot sortiré i diré que em vaig divertir més veient L'òrfena: primer assassinat que la primera, i recomanaria molt fer una funció doble amb tots dos. Són algunes de les pel·lícules de terror més fascinants d'un estudi principal i, amb sort, haurien de reactivar la flama de Hollywood per fer més pel·lícules de terror que realment no es preocupin per les expectatives preconcebudes de l'audiència i deixar-les desprevinguts en el moment que se sentin còmodes. Ara això és cinema, i no em pots convèncer del contrari."
En una crítica negativa, Mark Hanson de Slant Magazine va donar 1 de cada 4 estrelles, escrivint: "La pel·lícula de William Brent Bell demostra que no tots els conceptes de terror tenen el potencial de ser franquiciats".

## Possible seqüela
L'agost de 2022, quan se li va preguntar sobre el seu enfocament per fer la seqüela, Bell va declarar que hauria d'haver-hi una tercera pel·lícula perquè Orphan es considerés una franquícia. Més tard, Fuhrman va expressar interès a continuar interpretant el personatge en pel·lícules addicionals. Bell va declarar més tard que si la preqüela tenia èxit, es podria desenvolupar una tercera pel·lícula. El cineasta va expressar interès a explorar una tercera entrega més fosca que completaria una història completa de Leena Klammer / Esther, alhora que va afirmar que hi podria haver múltiples seqüeles:
| « | "...Isabelle [Fuhrman] is so passionate about the character - [she] can play this character forever… there’s a lot to that character, and I think in the future stories, she would probably become a bit more cold-hearted again." | » |

Fuhrman va confirmar que les discussions per a una tercera pel·lícula, entre els creatius i l'estudi, estaven en curs, afirmant que no passarien més "13 anys aquesta vegada" abans que es desenvolupés una seqüela.